# LaVerne Jones-Ferrette

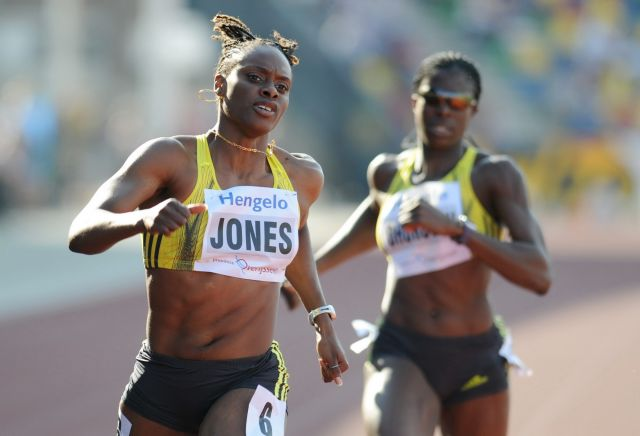
LaVerne Jones-Ferrette in Hengelo 2009

LaVerne Jones-Ferrette (* 16. September 1981 auf Saint Croix als LaVerne Janet Jones) ist eine Sprinterin von den Amerikanischen Jungferninseln.
Bei den Olympischen Spielen 2004 in Athen erreichte sie über 100 und 200 Meter das Viertelfinale. Im Jahr darauf kam sie bei den Weltmeisterschaften in Helsinki über 100 Meter ins Viertelfinale und über 200 Meter ins Halbfinale. 2006 gewann sie bei den Zentralamerika- und Karibikspielen die Silbermedaille über 100 Meter.
Nach einem weiteren Halbfinaleinzug über 200 Meter bei den Weltmeisterschaften 2007 in Osaka lief sie bei den Olympischen Spielen 2008 in Peking erneut über die beiden kürzeren Sprintdistanzen ins Viertelfinale.
2009 kam sie bei den Weltmeisterschaften in Berlin über 200 Meter ins Halbfinale und wurde im Leichtathletik-Weltfinale jeweils Siebte über 100 und 200 Meter.
In der Hallensaison 2010 sorgte sie für Furore, als sie über 60 Meter zunächst die schnellste Zeit seit zwei Jahren und dann die schnellste seit der Jahrtausendwende lief. Bei den Hallenweltmeisterschaften in Doha lief sie als Zweite im Ziel ein, wurde aber nachträglich disqualifiziert, weil bei einer unangekündigten Trainingskontrolle einen Monat zuvor die verbotene Substanz Clomifen entdeckt wurde. Clomifen wird als Medikament zur Behandlung von Frauen mit Kinderwunsch eingesetzt (Jones-Ferrette wurde kurz nach den Hallenweltmeisterschaften schwanger), lässt sich aber auch zu Dopingzwecken verwenden. Neben der Disqualifikation wurde eine sechsmonatige Sperre verhängt.
LaVerne Jones-Ferrette lebt in Houston und wird von ihrem Ehemann Stephen Ferrette trainiert.

## Persönliche Bestzeiten
Alle Zeiten sind Rekorde für die Amerikanischen Jungferninseln
- 60 m (Halle): 6,97 s, 6. Februar 2010, Stuttgart
- 100 m: 11,13 s, 1. Juni 2009, Hengelo
- 200 m: 22,46 s, 1. Juni 2009, Hengelo
  - Halle: 23,16 s, 14. März 2003, Fayetteville
- 400 m: 51,47 s, 21. April 2007, Lawrence
  - Halle: 51,60 s, 3. Februar 2007, Stuttgart